# Dominic Greene
Dominic Greene é um personagem do filme 007 Quantum of Solace, vigésimo segundo filme da franquia cinematográfica de James Bond, criado por Ian Fleming.

## Características
Greene faz parte da mesma organização a que pertencem Mr. White e Le Chiffre, a Quantum, e comanda uma empresa de fachada chamada Greene Planet, com objetivos supostamente ecológicos. Ele é incumbido pela organização de conseguir um grande pedaço de terra na América do Sul, rica em recursos naturais. Para este fim, ele se associa ao General Medrano, um militar corrupto exilado, para auxiliá-lo a voltar ao país e tomar o poder, assegurando assim o contrato das terras para a organização.
Greene e a Quantum também tem uma relação com Vesper Lynd, a namorada de James Bond chantageada e morta no filme anterior, 007 Cassino Royale, o que faz do empresário alvo da investigação e caça de 007.

## Filme
Greene faz sua primeira aparição num porto do Haiti, onde encontra-se com o exilado Medrano e é confrontado por Camille Montes, com quem mantém um relacionamento sexual, uma agente secreta da inteligência boliviana investigando Greene e procurando vingança pessoal contra o general, que assassinou sua família quando ela era criança. Camille o confronta por descobrir que ele pretendia matá-la e acaba sendo resgatada por Bond. Depois, a bordo de um jato executivo privado, Greene fecha um acordo com agentes da CIA, que o apóiam em seu pretendido golpe de estado com Medrano, em troca de que os interesses dos Estados Unidos no petróleo que acham que ele descobriu em suas terras, sejam tratados com preferência.
Durante a apresentação de uma ópera na Áustria, Greene e seus associados da Quantum fazem uma conferência secreta usando pontos no ouvido, todos eles distribuídos por vários lugares do teatro enquanto a peça, Tosca, acontece. Bond rouba um ponto, ouve a conversa trocada entre eles e entra na conversa, dizendo que eles estão sendo ouvidos. Com a reunião comprometida, os integrantes da organização deixam o teatro e Greene desaparece em seu carro, não sem antes 007 jogar um de seus guarda-costas no teto do automóvel.
Na festa de lançamento de seu projeto supostamente ecológico na Bolívia, novamente confrontado por Camille, Greene tenta mais uma vez matá-la, empurrando-a da sacada do prédio, mas é de novo impedido por Bond. Ele usa seus projetos de controle da natureza e proteção das florestas como uma fachada para os negócios da Quantum. O que todos acreditam ser petróleo que ele encontrou nas terras que pretende de Medrano, na verdade é água, que ele canaliza apenas para essa área através de explosões subterrâneas, para se tornar monopolizador deste recursos e da energia elétrica no país. Em troca de fazer com que o general exilado retorne ao poder no país, Greene faz com que ele assine um contrato permitindo à Quantum o controle do suprimento e distribuição de água e energia no país, pelo dobro de preço.
Em seu confronto final com 007 e Camille, num hotel de luxo no deserto boliviano, onde negocia o contrato do monópolio com Medrano e seus capangas, Greene escapa a pé do complexo sozinho, depois dele ser explodido e destruído por bombas colocadas por Bond e do general ser morto pela bond girl. Alcançado por 007, Greene é levado amarrado para um local mais ermo, mais de 200 km de distância de qualquer povoação, e, depois de desamarrado, abandonado à própria sorte. Como líquido para beber, duas latas de óleo, que Bond ironicamente lhe diz que levará pelo menos uns 30 km andando até que ele considere bebê-las - uma referência à agente Fields, contato britânico de 007 na Bolívia, morta em sua cama de hotel, no meio do filme, coberta de petróleo pelos assassinos da organização.
Na conclusão do filme, em Londres, M informa a Bond que Greene foi encontrado morto no meio do deserto com duas balas nas costas - executado pela Quantum - e o estômago cheio de óleo de motor.